# Austin Allegro
De Austin Allegro was een model van het Engelse automerk Austin, destijds onderdeel was van British Leyland. De Allegro was van 1973 tot 1983 in productie en werd in Italië tussen 1974 en 1975 door Innocenti op de markt gebracht als Innocenti Regent.

## Geschiedenis
De Allegro werd op de markt gebracht als opvolger van de populaire Austin 1100/1300. Waar echter het ontwerp van de 1100/1300 van dat model een groot succes had gemaakt, waren vriend en vijand het er over eens dat het ontwerp van de Allegro niet echt een succes zou worden. Het belangrijkste probleem was dat in Europa de hatchback carrosserievariant in opkomst was met de Volkswagen Golf en Opel Kadett, terwijl de Allegro een sedan-achtige achterklep had. De marketingafdeling van BL had besloten dat alleen de Austin Maxi als hatchback leverbaar zou worden, wat de Maxi een uniek verkoopargument zou geven.
BL bracht de Allegro vanaf het begin als Austin op de markt en niet in het grote aantal badge-engineering-uitvoeringen van zijn voorganger, desalniettemin verscheen in 1974 een dure Allegro als Vanden Plas 1500.
De Allegro werd via de voorwielen aangedreven had de vernieuwde Hydragas-gasbolvering. Deze gasvering maakte het mogelijk de vering van voor- en achterzijde van de auto met elkaar te verbinden, hetgeen betere rijeigenschappen opleverde. Het Hydragas-systeem werd ontwikkeld door Alec Issigonis in samenwerking met Alex Moulton van Moulton Design Ltd, hij had dit systeem willen toepassen in de Mini. Het systeem van BL was een vereenvoudigde versie van de hydropneumatische vering van Citroën. Een andere noviteit was (in de vroege modellen) het stuurwiel dat vierkant was met afgeronde hoeken. Dit nieuwe "Quartic"-stuurwiel werd als verkoopargument gebruikt maar oogstte weinig succes. Latere Allegro-modellen waren dan ook uitgerust met een conventioneel, rond stuur.
Het zwakke punt van de Allegro waren de fusees en de aandrijfassen. Indien deze specifieke onderdelen niet volgens de specificaties werden onderhouden of vastgezet dan resulteerde dat in versnelde slijtage van betreffende onderdelen. Bijvoorbeeld het te strak aanhalen van de naafmoer zorgde ervoor dat de splines van de aandrijfas (waarover de remschijf met naaf geschoven wordt) in axiale richting snel versleten.
Na twee modelwijzigingen, in 1975 en 1980, werd de Allegro in 1983 opgevolgd door de Austin Maestro. In totaal werden ruim 640.000 Allegro's gebouwd.

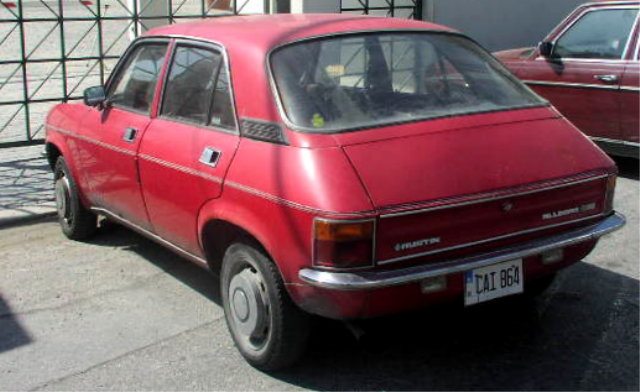
Allegro, achterzijde
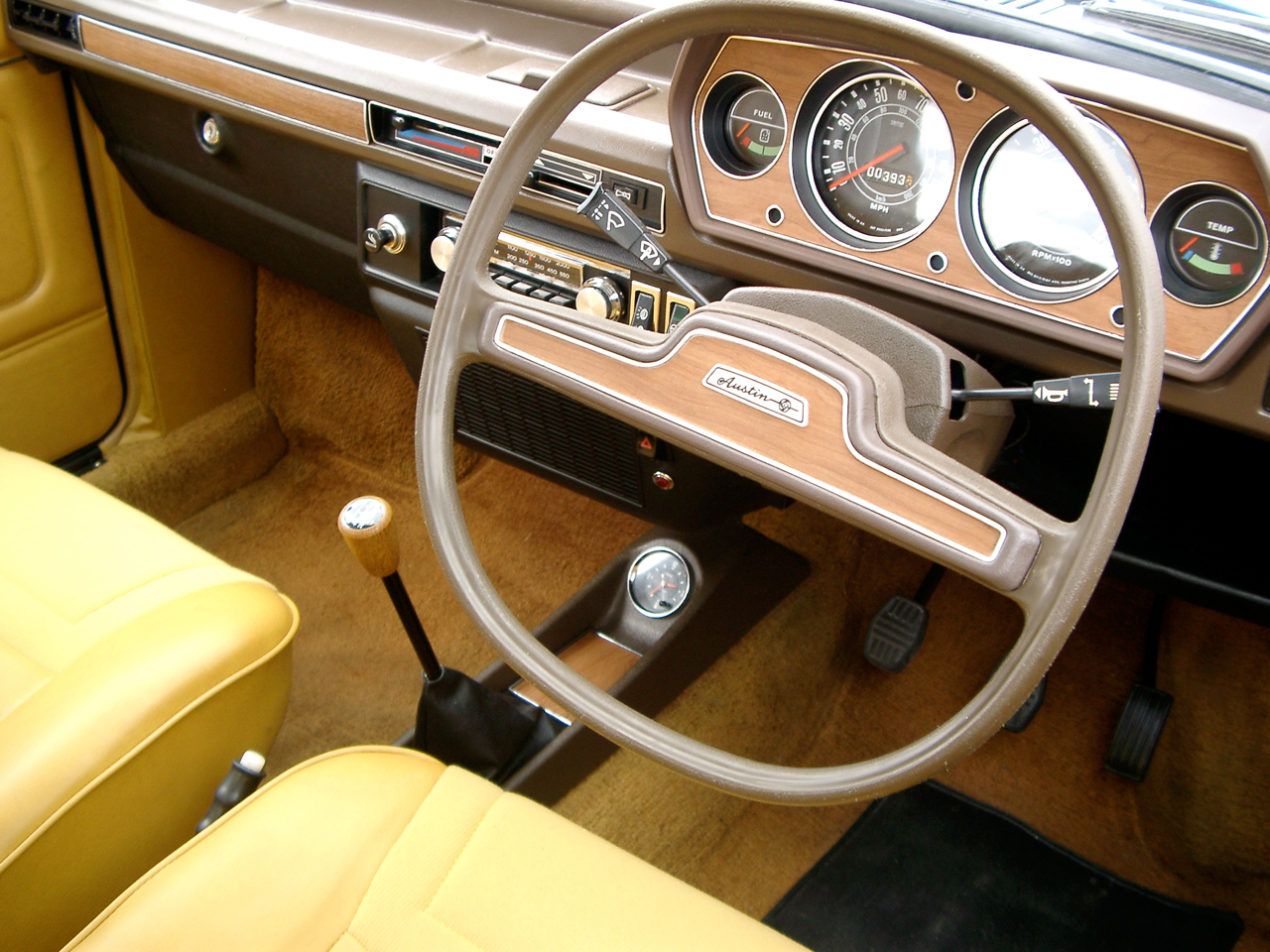
Vroeg Allegro-dashboard met "Quartic"-stuurwiel
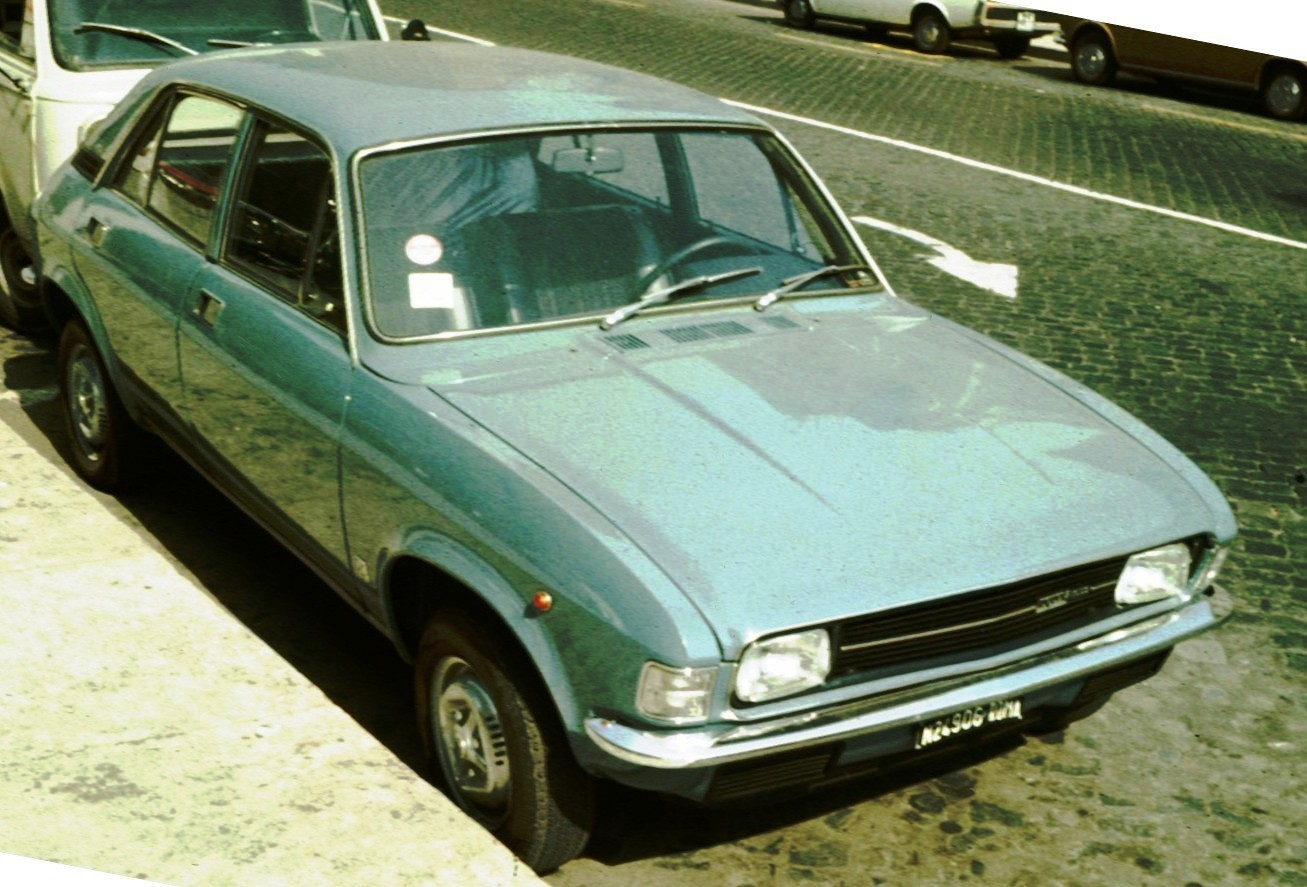
Innocenti Regent (1974)
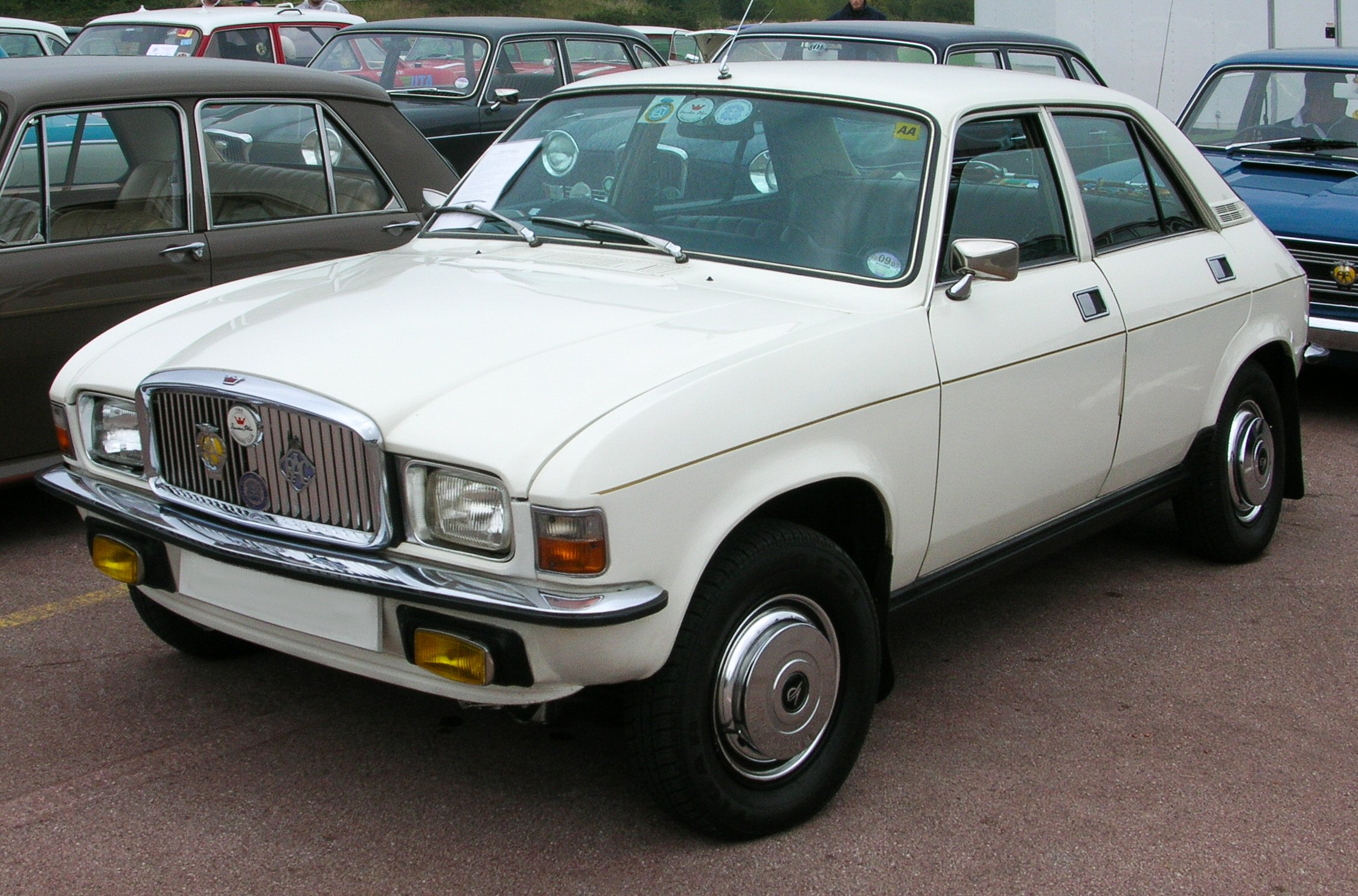
Vanden Plas 1500 (1977)
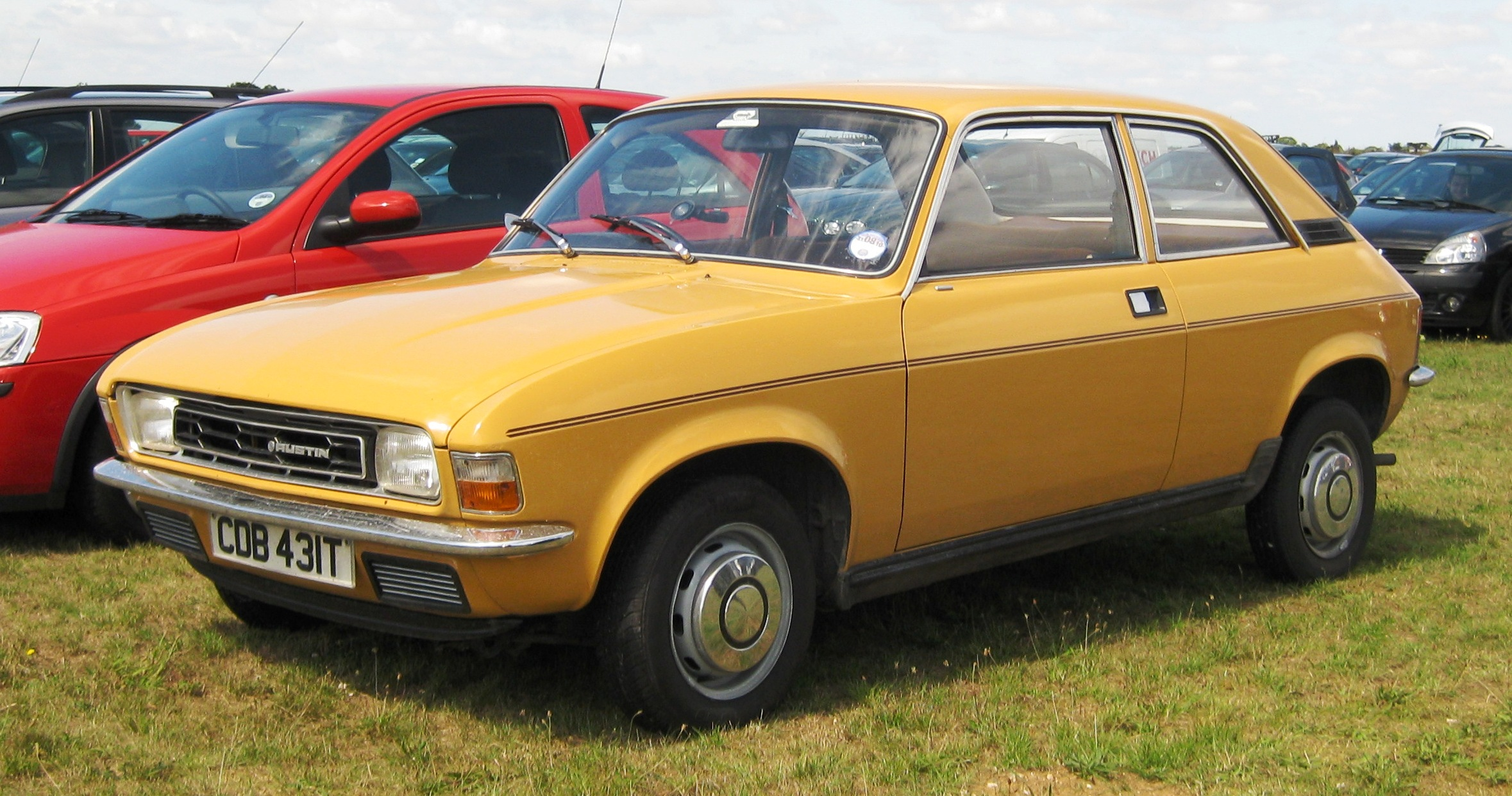
Austin Allegro 2 (tweedeurs, 1979)
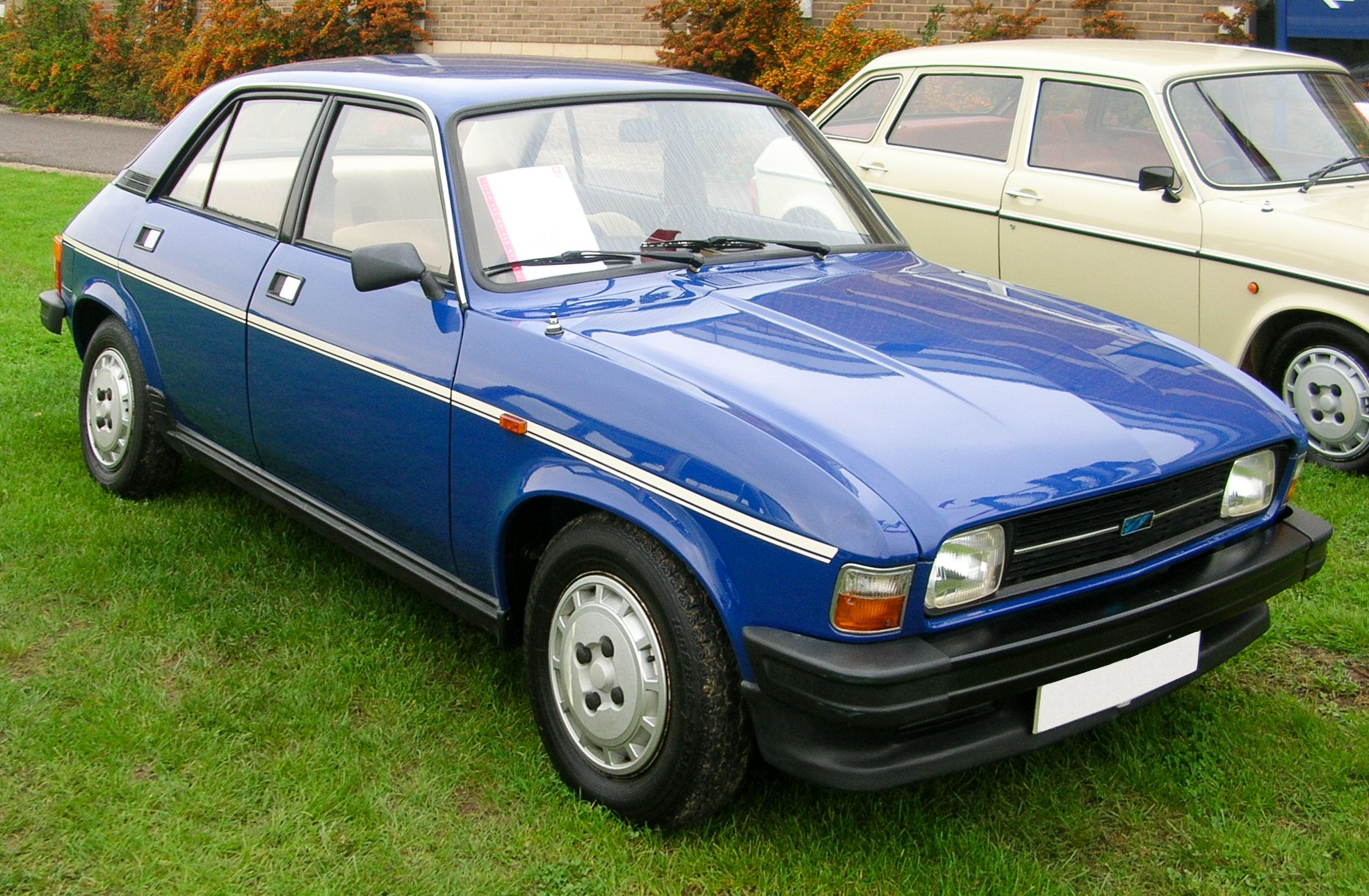
Austin Allegro 3 (vierdeurs, 1982)
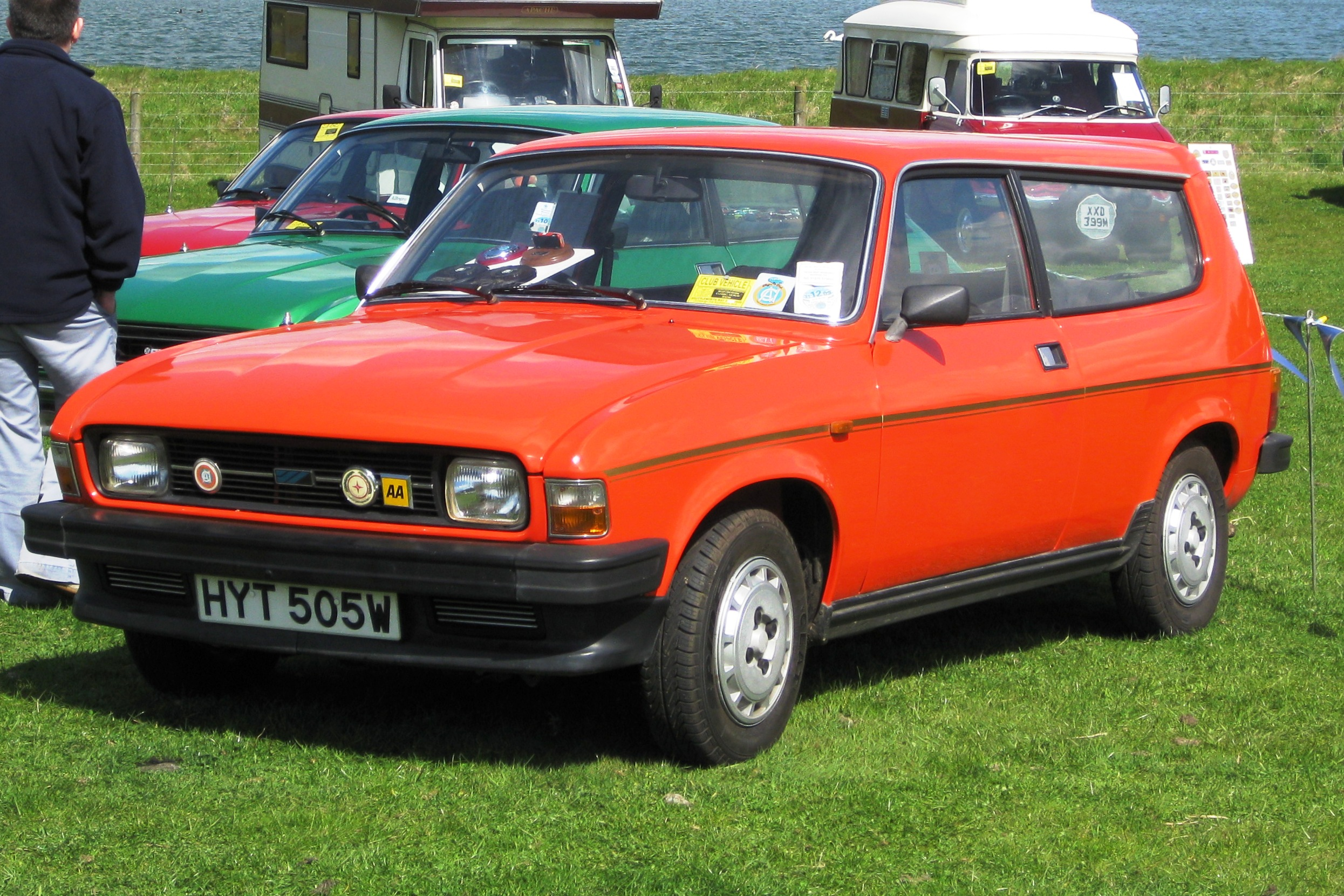
Austin Allegro 3 Estate (1981)